# Ołeksandr Kuźminski
Ołeksandr Kuźminski (ukr. Олександр Кузьмінський; ros. Александр Кузьминский, Aleksandr Kuźminski; ur. 18 sierpnia?/30 sierpnia 1884 w Tulczynie, zm. 27 kwietnia 1975 w Toronto) – rosyjski, a następnie ukraiński wojskowy, emigracyjny działacz wojskowy.

## Życiorys
Ukończył seminarium duchowne w Tulczynie, zaś w 1908 r. junkierską szkołę piechoty w Odessie. Służył w stopniu podporucznika w 75 Sewastopolskim Pułku Piechoty. Brał udział w I wojnie światowej. Ukończył kurs w nikołajewskiej akademii sztabu generalnego, po czym w stopniu sztabskapitana objął funkcję starszego adiutanta w sztabie 19 Dywizji Piechoty. Na pocz. 1918 r. przeszedł do nowo formowanej armii ukraińskiej. Początkowo znajdował się w rezerwie oficerskiej sztabu generalnego Rady Centralnej, a następnie został młodszym adiutantem w sztabie II Podolskiego Korpusu Armijnego. Od końca maja tego roku był oberoficerem do specjalnych poruczeń w sztabie Dywizji Serdiuckiej. W poł. grudnia objął funkcję zastępcy szefa oddziału operacyjnego sztabu generalnego Armii Czynnej Ukraińskiej Republiki Ludowej. W poł. listopada 1919 r. znalazł się w rezerwie. Na pocz. sierpnia 1920 r. został oficerem 3 oddziału generał-kwatermistrzostwa sztabu generalnego Armii Czynnej URL. Od pocz. listopada tego roku kierował oddziałem wywiadowczym sztabu generalnego Armii Czynnej URL. W lutym 1921 r. objął funkcję szefa sztabu partyzancko-powstańczego atamana Jurko Tiutiunnyka. W czerwcu tego roku został zastępcą szefa sztabu do spraw wywiadu. Od końca 1921 r. był przedstawicielem pełnomocnym Ukraińskiego Komitetu Centralnego w Galicji. W późniejszych latach był oficerem zakonspirowanego sztabu generalnego armii ukraińskiej przy Sztabie Generalnym Wojska Polskiego. Po zajęciu Polski przez wojska niemieckie jesienią 1939 r., wyjechał do Austrii. W 1951 r. wyemigrował do Kanady. Mieszkał w Edmonton, a następnie Toronto. Pracował jako inżynier.